# Studentspelmanslag
Ett studentspelmanslag är ett spelmanslag som huvudsakligen består av studenter. I Sverige har studentspelmanslagsrörelsen vuxit under 2000-talet, inte minst tack vare Studentspelmanslags-VM i Linköping som hållits varje år sedan 2003.